# Kim Namcheon
Dans ce nom coréen, le nom de famille, Kim, précède le nom personnel.
Pour les articles homonymes, voir Kim.
 (juillet 2014).
Kim Nam-cheon (en hangeul : 김남천, mars 1911 - 1953) est un critique et auteur nord-coréen plus connu pour sa participation active à l'organisation littéraire prolétarienne nommée KAPF.

## Biographie
Né le 16 mars 1911 à Seongcheon dans la province de Pyongan du Sud en Corée, qui est actuellement en Corée du Nord, Kim Nam-cheon est diplômé du lycée de Pyongyang en 1929 avant d'intégrer l'université Hosei à Tokyo, mais se retrouve expulsé de l'école deux ans plus tard. Alors qu'il était encore étudiant au Japon, il rejoignit la branche KAPF (Joseon proletaria yesulga dongmaeng) à Tokyo ; il est resté membre actif de cette organisation jusqu'à sa dissolution en 1935. Après la Libération en 1945, il rejoint la Fédération des écrivains coréens (Joseon munhakga dongmaeng), et développe un intérêt pour les théories littéraires de Marx, Engels et Lénine notamment. En 1947, il émigre en Corée du Nord avec un compatriote, un critique littéraire socialiste dénommé Lim Hwa. Il travaille alors en tant que représentant pour la Convention suprême du peuple et en tant que secrétaire en chef de l'Union de la littérature et des arts (Munhak yesul chongdongmaeng). Il est arrêté pour son affiliation au Parti des travailleurs de Corée du Sud, et a été probablement exécuté en 1953 ou 1955.

## Œuvre
Les œuvres de Kim Nam-cheon maintiennent une relation intime avec ses théories littéraires. Par exemple, Après avoir battu mon épouse (Cheoreul ttaerigo, 1937) explore la question de l'auto-critique de l'intellectuel petit-bourgeois, alors que son récit Le grand fleuve (Daeha, 1939) établit la chronique d'une famille ordinaire à l'époque --, récit qui lui a permis d'expérimenter davantage la rhétorique et la construction narrative. Ses histoires courtes, moins imprégnées par ses théories littéraires, lui permettent d'acquérir néanmoins un plus grand public. Parmi celles-ci, on compte notamment Frère et sœur (Nammae, 1937), Management (Gyeongyeong, 1940) et L'orge (Maek, 1941). Il a en outre publié Aquarium pour l'amour (Sarang-ui sujokgwan, 1949), Voyage de jeunes (Sonyeonhaeng, 1938) et Le Soulèvement du 1er mars (Samil undong, 1947).